# フランシス・バーナード (初代バンドン伯爵)
初代バンドン伯爵フランシス・バーナード（英語: Francis Bernard、1st Earl of Bandon、1755年11月26日 – 1830年11月26日）は、アイルランド王国出身の政治家、貴族。トーリー党に属し、アイルランド庶民院議員（在任：1778年 – 1790年）、アイルランド貴族代表議員（在任：1801年 – 1830年）を務めた。

## 生涯
ジェームズ・バーナード（1729年12月8日 – 1790年7月9日、ノース・ラッドロー・バーナードの息子）と妻エスター（Esther、旧姓スミス（Smyth）、1780年没、パーシー・スミスの娘）の唯一の男子として、1755年11月26日に生まれた。
1778年から1783年までエニス選挙区の、1783年から1790年までバンドンブリッジ選挙区の代表としてアイルランド庶民院議員を務めた。アイルランド庶民院でははじめ野党に属し、1782年に第3代ポートランド公爵ウィリアム・キャヴェンディッシュ＝ベンティンクがアイルランド総督に就任するまで続いた。アメリカ独立戦争でアイルランド志願兵運動が盛んになると、1782年にBandon Independent Companyの隊長に就任した。
父がシャノン伯爵家の影響力に抵抗したのに対し、バーナードは手を組むことを選び、1784年にシャノン伯爵の娘と結婚した。シャノン伯爵家は野党の立場にあったが、バーナードは1788年に野党活動をやわらげており、叙爵申請をするためだと予想された。1789年から1790年までの摂政法危機（Regency Crisis）でシャノン伯爵を支持して、政府からの支援が少なくなったが、その後は政府との関係が改善し、叙爵申請が1793年に成功した。
1793年11月26日、アイルランド貴族であるコーク県におけるバンドンブリッジのバンドン男爵に叙された。1795年10月4日、同じくアイルランド貴族であるコーク県におけるバンドンブリッジのバンドン子爵に叙された。フランス革命戦争期では1797年にヨーマンリー連隊を編成し、1798年アイルランド反乱においてはバンドン近くで反乱軍が蜂起したため、家族と共にコークへの逃亡を余儀なくされた。
1800年8月29日には同じくアイルランド貴族であるバンドン伯爵およびバーナード子爵に叙された。1801年にグレートブリテン及びアイルランド連合王国が成立すると連合王国議会におけるアイルランド貴族代表議員に選出され、1830年に没するまでその地位にあった。連合王国議会ではトーリー党に属し、カトリック解放には息子たちとともに激しく反対した。
アイルランドの大地主の1人であり、1799年時点の領地は年収18,000ポンド相当とされ、1811年時点では年収約30,000ポンドとされた。
1830年11月26日にコーク県のカースル・バーナード（Castle Bernard）で死去、爵位は長男ジェームズが継承した。

## 家族
1784年2月12日、キャサリン・ヘンリエッタ・ボイル（Catherine Henrietta Boyle、1768年1月12日 – 1815年7月8日没、第2代シャノン伯爵リチャード・ボイルの娘）と結婚、7男3女を儲けた。
- ジェームズ（1785年6月14日 – 1856年10月31日） - 第2代バンドン伯爵[2]
- リチャード・ボイル（英語版）（1787年9月4日 – 1850年3月2日） - ロックリン聖堂首席司祭（英語版）、庶民院議員、生涯未婚[8]
- フランシス（1789年2月27日 – 1813年1月24日 コインブラ） - 陸軍軍人[2][7]
- キャサリン・ヘンリエッタ（1790年7月7日 – 1850年12月1日[7]）
- ウィリアム・スミス（英語版）（1792年9月13日 – 1863年2月6日） - 陸軍軍人、庶民院議員。1831年、エリザベス・ギルマン（Elizabeth Gilman、ギルマン中佐の娘）と結婚[2]
- シャーロット・エスター（Charlotte Esther、1794年1月28日 – 1846年2月7日） - 1816年6月14日、第3代ドナラル子爵ヘイズ・セント・レジャーと結婚、子供あり[9]
- ルイーザ・アン（1795年12月24日 – 1851年5月26日[7]）
- ヘンリー・ボイル（1797年12月5日 – 1815年6月18日） - ワーテルローの戦いで戦死[2][7]
- エリザベス - 早世[7]
- チャールズ（1803年1月 – 1803年1月[7]）
- チャールズ・ラッドロー（Charles Ludlow、1805年4月12日 – 1861年1月12日[2]）